# Park Narodowy Laguna de Tacarigua
Park Narodowy Laguna de Tacarigua (hiszp. Parque nacional Laguna de Tacarigua) – park narodowy w Wenezueli położony w stanie Miranda. Został utworzony 12 lutego 1974 roku i zajmuje obszar 391 km². Od 1996 roku jest wpisany na listę konwencji ramsarskiej. W 2008 roku został zakwalifikowany przez BirdLife International jako ostoja ptaków IBA. Na południowy zachód od niego znajduje się Park Narodowy Guatopo.

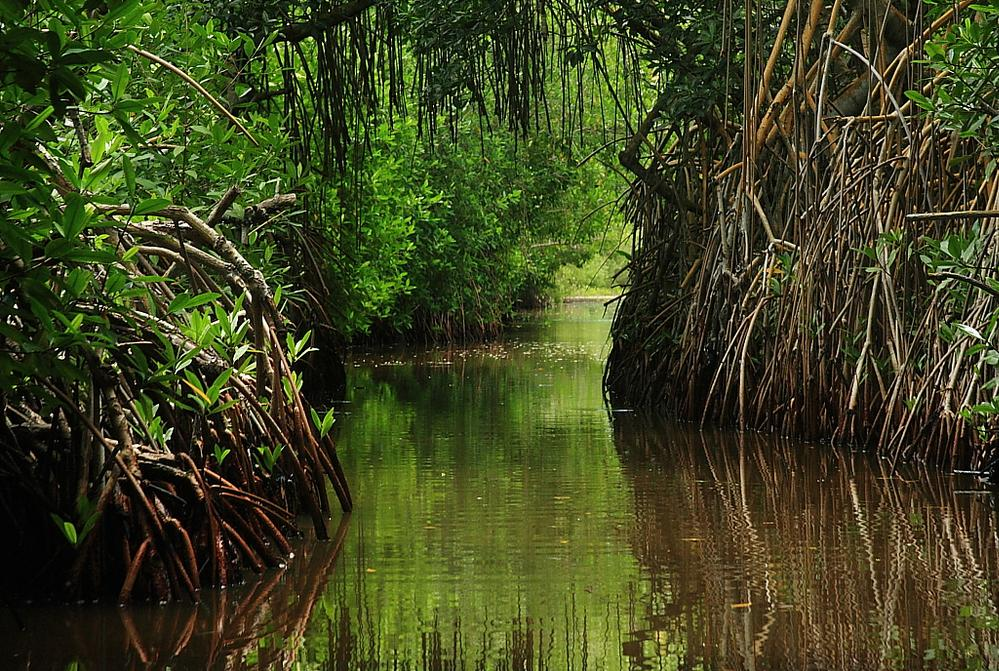
Las namorzynowy

## Opis
Park znajduje się nad Morzem Karaibskim. Obejmuje lagunę o tej samej nazwie co park (powierzchnia 78 km², średnia głębokość 1,2 m) oraz wybrzeże na południe od niej i fragment Morza Karaibskiego. Od strony północno-wschodniej lagunę oddziela od pełnego morza piaszczysta mierzeja o długości 28,8 km i szerokości od 300 do 1000 m. Laguna jest zasilana słodką wodą głównie z rzeki Guapo. Wybrzeże porasta tropikalny las suchy. Brzegi i dużą część laguny pokrywają lasy namorzynowe. 
Średnia roczna temperatura w parku wynosi +26 °C, a średnie roczne opady 1000 mm. Od czerwca do grudnia występuje pora deszczowa.

## Flora
Lasy namorzynowe tworzą głównie: Avicennia nitida (na glebach najmniej podmokłych), Conocarpus erectus, Rhizophora mangle (70% powierzchni tych lasów) i Laguncularia racemosa.
Na piaszczystych terenach położonych w pobliżu namorzyn rosną m.in.: Sporobolus virginicus, Philoxerus vermcularis, Batis maritima, Canavalia rosea, Sesuvium portulacastrum, wilec kozie kopytko, kokkoloba gronowa, Thespesia populnea i kokos właściwy.
W tropikalnych lasach suchych dominują takie gatunki jak m.in.: Cecropia peltata, łoskotnica pękająca, Tabebuia rosea, mydleniec właściwy, Bauhinia megalandra, Bourreria cumanensis, Inga punctata, Acacia micrantha, dzbaniwo kalebasowe, śliwiec mombin i pnącza, takie jak np. Bauhinia cumanensis.

## Fauna
W parku odnotowano 15 gatunków gadów i płazów. Na plażach gniazdują cztery gatunki żółwi morskich. Są to krytycznie zagrożony wyginięciem (CR) żółw szylkretowy, zagrożony wyginięciem (EN) żółw jadalny oraz narażone na wyginięcie (VU) karetta i żółw skórzasty. Żyje tu też narażony na wyginięcie (VU) krokodyl amerykański. 
Występuje 212 gatunków ptaków. Są to narażony na wyginięcie (VU) derkaczyk rdzawoboczny, a także m.in.: czubacz żółtoguzy, wodnik długodzioby, ara żółtoskrzydła, ibis szkarłatny, czapla czarnobrzucha, flaming karmazynowy, pelikan brunatny, rybitwa czarnogrzbieta, mewa karaibska i fregata wielka.
W parku żyje ponad 20 gatunków ssaków. Są to m.in.: mazama ruda, rybak nocny, szop krabożerny, kapucynka oliwkowa, wyjec rudy, kapibara wielka, ocelot wielki i pakożer leśny. 